# Corynotheca flexuosissima
Corynotheca flexuosissima là một loài thực vật có hoa trong họ Măng tây. Loài này được R.J.F.Hend. mô tả khoa học đầu tiên năm 1987.